# 두루미자리 알파
두루미자리 알파(α Gruis) 또는 공식명칭 알나이르(Alnair)는 두루미자리 방향에 있는 단독성이다. 겉보기등급은 1.7로 두루미자리에서 가장 밝으며 밤하늘 전체에서도 밝은 축에 들어가는 항성이다. 알파별은 지구로부터 약 101 광년(31 파섹) 떨어져 있다.

## 명명법
두루미자리 알파(α Gruis)는 이 별을 바이어 명명법으로 부른 것이다.(이 명칭이 항성 목록에 최초로 등장한 곳은 요한 바이어가 1603년 출간한 우라노메트리아이다.)
전통적으로 불려오던 이름인 알나이르 Alnair 또는 알 나이르 Al Nair (항해사들이 사용하는 항성명칭 목록에는 Al Na'ir 로 표기하는 경우도 종종 있다.)는 아랍어로 '밝은 것'이라는 의미로, 이는 '알 나이르 민 다나브 알 후트'('알 자누비', 남쪽 물고기의 꼬리에서 가장 밝은 것)에서 유래한 것이다. 알나이르 Alnair는 20세기 중반 천문력에 센타우루스자리 제타의 고유명칭으로도 쓰인 적이 있어서 혼란을 일으켰다. 2016년 국제천문연맹은 항성들의 고유명칭을 목록화/표준화할 목적으로 산하에 항성명칭 실무단(WGSN)을 조직했다. WGSN은 2016년 8월 21일 알나이르 Alnair를 두루미자리 알파의 고유명칭으로 공고했으며 이 명칭은 현재 IAU 항성명칭 목록에 수록되어 있다.
전통 아랍 천문학에서 두루미자리 알파는 두루미자리 베타, 델타, 세타, 요타, 람다와 함께 남쪽물고기자리에 소속되어 있었다.
동아시아 천문학에서 두루미자리 알파는 베타, 델타2, 엡실론, 제타, 에타, 요타, 세타, 뮤1(이상 두루미자리), 큰부리새자리 델타와 함께 학(鶴)을 구성한다. 이들 중 두루미자리 알파별 하나만을 지칭하는 이름은 학1(鶴一)이다. 이 동아시아식 명칭으로부터 파생된 영어권 이름은 Ke이다.

## 특징
두루미자리 알파의 분광형은 B6 V이나 일부 문헌에서는 B7 IV로 분류하기도 한다. 전자의 분류는 이 별이 주계열성으로, 중심핵에 있는 수소를 열핵 융합을 통해 태워 에너지를 발생시키는 중에 있음을 의미한다. 그러나 후자의 광도분류 'IV'는 이 별이 준거성으로, 별이 중심핵에 있던 수소를 소진하고 주계열에서 이탈하였음을 뜻한다. 지금까지 밝혀진 알파별의 동반 천체는 없다.
두루미자리 알파의 각지름은 주연감광을 감안하여 수치를 조정하면 1.02 ± 0.07 mas이 나온다. 시차로 구한 알파까지의 거리는 101 광년 (31 파섹)으로 이 값을 대입하면 알파의 물리적 반지름은 태양의 3.4 배로 나온다. 알파는 빠르게 회전하고 있어서 자전 속도는 초당 약 215 킬로미터인데, 이는 별의 적도에서 방위각 자전 속도가 보일 수 있는 값의 하한선에 가깝다. 알파의 질량은 태양의 네 배 정도이며 태양의 520 배에 이르는 에너지를 복사하고 있다.
두루미자리 알파 외곽대기의 유효온도는 13920 켈빈으로 B형 항성들의 특징인 청백색 빛을 발산한다. 수소와 헬륨을 제외한 나머지 원소들의 함량(천문학자들은 이를 금속함량으로 부른다.)은 태양의 약 74%이다.
예상 나이 및 움직임으로 볼 때 두루미자리 알파는 우주공간에서 같은 움직임을 공유하는 황새치자리 AB 운동성군의 일원일 가능성이 있다. 이 운동성군의 나이는 약 7천만 년으로 두루미자리 알파의 예상 나이인 1억 년과 부합된다.(오차한계 허용) 알파별의 은하좌표상 우주속도 요소는 [U, V, W] = [–7.0 ± 1.1, –25.6 ± 0.7, –15.5 ± 1.4] km/s이다.